# Scyphostelma bifidum
Scyphostelma bifidum är en oleanderväxtart som först beskrevs av Liede och Meve, och fick sitt nu gällande namn av Liede och Meve. Scyphostelma bifidum ingår i släktet Scyphostelma och familjen oleanderväxter. Inga underarter finns listade i Catalogue of Life.